# Памела Барнс Юинг
Памела (Пэм) Барнс Юинг (англ. Pamela "Pam" Barnes Ewing) — персонаж длительного американского телесериала «Даллас». Роль Памелы исполнила актриса Виктория Принсипал начиная с пилотного эпизода, вышедшего 2 апреля 1978 года, и до финала десятого сезона в 1987 году. Маргарет Майклс после ухода Принципал сыграла роль в одном эпизоде двенадцатого сезона, чтобы завершить сюжетную линию персонажа. Памела Барнс Юинг является главным протагонистом и одной из двух ведущих женских персонажей телесериала, повествующего о жизни богатой семьи Юингов в городе Даллас, штат Техас.
Сюжетные линии Памелы в первых сезонах акцентировались на её браке с Бобби Юингом и вливании в семейство Юингов, в то время как она пыталась оставаться независимой женщиной, а не просто женой и домохозяйкой. Во время съемок первых сезонов в прессе регулярно появлялись слухи о том, что Принсипал не ладит с другими актёрами сериала. Принципал позже заявляла в интервью, что она также как и Памела не вливается в «семью» и чувствовала себя аутсайдером.
За исполнение роли Памелы, Виктория Принсипал была номинирована на премию «Золотой глобус» в категории «Лучшая актриса в телесериале — драма» в 1983 году, а также дважды на приз «Дайджеста мыльных опер» в 1986 и 1988 годах. Персонаж стал одним из наиболее известных героев сериала и спустя годы после ухода Принсипал в прессе появлялись спекуляции по её возвращению, вплоть до одноимённого продолжения «Далласа» 2012 года.

## История развития

### Кастинг и история создания
Памела Барнс была придумана Дэвидом Джейкобсом задолго до «Далласа». Продюсер хотел создать шоу, в котором бы анализировались семейные проблемы среднего класса, где персонаж и был центральным героем, однако канал ожидал от него яркой и полной разнообразных характеров «мыльной оперы». Тогда он начал работу над богатым «Далласом», а проект позже реализовался в виде спин-оффа «Далласа» — сериала «Тихая пристань».
Персонаж и сам сериал изначально разрабатывался под актрису Линду Эванс, а его действие разворачивалось в Индианаполисе. Героиня описывалась как безумно красивая и одновременно умная женщина, которая выходит замуж за богатую Техасскую семью. Когда стало ясно, что сериал не сможет преуспеть строясь только вокруг Памелы, Джейкобс решил акцентировать историю на городе Даллас, и его многочисленных богатых жителях. Эванс в итоге не участвовала в проекте, хотя по иронии судьбы в 1981 году начала играть Кристл Кэррингтон в сериале «Династия», задуманном на волне успеха «Далласа».
Когда Линда Эванс отказалась от роли, Джейкобс начал искать другую актрису и ею стала на тот момент 28-летняя Виктория Принсипал. Актриса дневных мыльных опер Джудит Чэпман была главной конкуренткой Принсипал и почти получила роль. Когда Принсипал, на тот момент занятая на съемках пилота «Остров фантазий», прочитала сценарий, она решила встретиться с продюсерами и те, узнав историю и феминистские взгляды актрисы, поняли, что она должна играть Памелу.

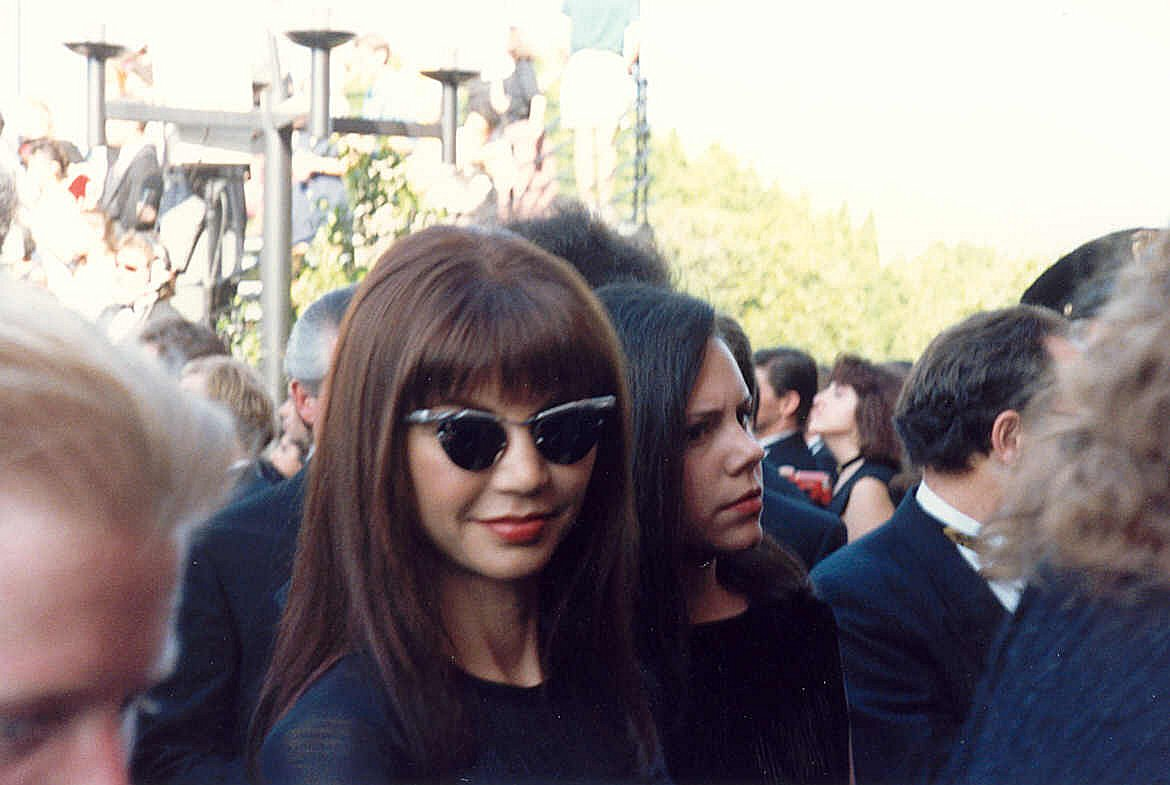
Виктория Принсипал ушла из шоу в 1987 году

### Уход Виктории Принсипал
Принципал играла роль в десяти из четырнадцати сезонах сериала. Актриса, успевшая сделать многомиллионную прибыль благодаря своему успешному выпуску продуктов по уходу за кожей, решила просто не продлевать контракт с каналом и покинуть шоу. Актриса Шири Дж. Уилсон однажды заявила, что Принципал хотела получать гонорар как у Ларри Хэгмэна (на тот момент являвшегося самым высокооплачиваемым актёром на телевидении), но все главные актёры получали высокую зарплату и канал не хотел переплачивать ей. Принципал знала, что если не согласиться на предложение канала, ей придется уйти, и в итоге стала говорить в интервью, что «Обдумывала уход последние два года» и имеет ряд своих продюсерских задумок и даже контрактов с каналами.
В 1988 году актриса Маргарет Майклс, после ухода Принципал, сыграла роль Памелы в одном эпизоде двенадцатого сезона, чтобы завершить сюжетную линию персонажа, который попадает в автомобильную аварию и переносит ряд пластических операций. Лицо Майклс в сериале показывали в полумраке, чтобы скрыть различия между актрисами, а в самом эпизоде открывается, что Памела больна неизвестной медицине болезнью, и жить ей осталось несколько месяцев.

### Спекуляции по возвращению
Сразу после ухода Виктории Принсипал в прессе периодически появлялись спекуляции по её возвращению к роли. В 2004 году Принсипал воссоединилась с некоторыми членами актёрского состава в телефильме в «Воссоединение «Далласа»: Возвращение в Саутфорк», что стало её первым своеобразным возвращением к шоу.
В 2010 году кабельный канал TNT, сестринская компания Warner Bros. Television, которому принадлежит оригинальный сериал, начал разработку одноимённого продолжения «Далласа». Продолжение в основном сосредоточено на новом поколении Юингов, включая сына Сью Эллен и Джей Ара— Джона Росса Юинга III, и Кристофере — сыне Памелы и Бобби. Начиная со стадии производства пилотного эпизода в прессе появлялась информация о возможном возвращении в проект Виктории Принсипал. Принсипал перестала сниматься в начале двухтысячных и сконцентрировалась на своем бизнесе, который приносит ей доход более 100 млн долларов в год и не была заинтересованна вновь возвращаться на экраны, несмотря на предложения продюсеров до и после старта сериала сделать хотя бы краткое камео в нём. Многие критики отмечали, что персонажа крайне не хватает в обновленном сериале и это является недостающей частью для целостности истории. Несмотря на все спекуляции, в марте 2013 года Принсипал заявила, что никогда не вернется к роли Памелы, так как считает уход из шоу одним из лучших своих решений. Хотя во втором сезоне одна из сюжетных линий была вокруг поиска Памелы, в финале сезона, наконец, история персонажа подошла к концу, когда было объявлено, что она умерла от рака в 1989 году. Автор сериала Синтия Сидре позже подтвердила, что Памела мертва и никогда не вернется в историю ни в каком виде.